# بلهارسية ميكونغية
بلهارسية ميكونغية أو البلهارسيا الميكونغية (بالإنجليزية: Schistosoma mekongi)‏ طفيلي من الديدان المسطحة من صف المثقوبات وهو عامل مسبب للبلهارسيا في شكلها المعوي مع تعقيدات وعائية.